# Televisione digitale terrestre

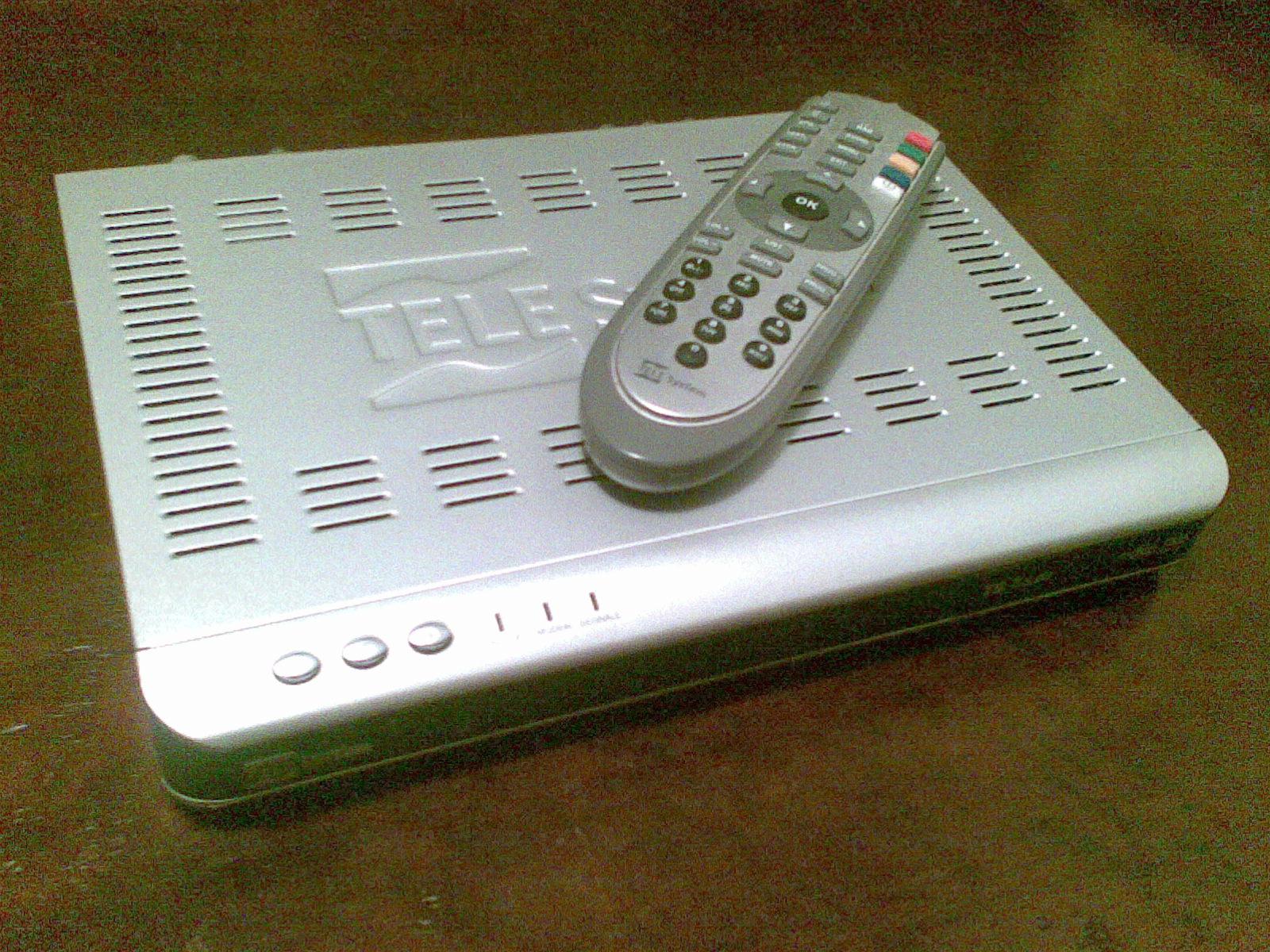
Decoder per la televisione digitale terrestre

La televisione digitale terrestre (abbreviato TDT o DTT spesso anche abbreviata in digitale terrestre) è la televisione digitale che adotta un sistema di trasmissione terrestre del segnale digitale. Da un punto di vista tecnico infatti l'informazione televisiva è un'informazione racchiusa in un segnale elettrico e in quanto tale può essere rappresentata in forma analogica o in forma digitale. Anche la rappresentazione analogica è utilizzata per la televisione terrestre. Tale televisione terrestre è chiamata televisione analogica terrestre e, proprio per il tipo di rappresentazione utilizzata per l'informazione elettronica, si contrappone alla televisione digitale terrestre.

## Storia
Già dagli anni settanta negli Stati Uniti e in Regno Unito dal 1995 incominciarono le prime prove con le trasmissioni televisive digitali terrestri con alterne fortune.
La DGTVi ha siglato un accordo con numerose aziende elettroniche per incentivare l'uso del digitale terrestre; una di queste iniziative riguarda la diffusione delle cam per i servizi a pagamento. Hanno aderito al progetto Finlux, Innohit, Graetz, Panasonic, Samsung e Telefunken.

## Confronto con la televisione analogica terrestre
Nel confronto tra la trasmissione analogica e quella digitale dei canali televisivi valgono le stesse considerazioni che possono essere effettuate in generale sul confronto fra tecnologie analogiche e digitali: i segnali analogici sono maggiormente soggetti a disturbi, in quanto il ricevitore non ha modo di distinguere una variazione di segnale dovuta a disturbo da un reale contenuto informativo; viceversa, il segnale digitale è per sua natura immune ai disturbi fintantoché rimangono di lieve entità. Tuttavia, mentre il segnale analogico degrada in modo continuo e, anche se fortemente disturbato, presenta comunque un contenuto almeno in parte comprensibile a un osservatore umano, il segnale digitale, invece, diventa indecifrabile oltre una certa soglia di disturbo e perde qualsiasi valore di informazione.

### Vantaggi effettivi e teorici rispetto alla televisione analogica terrestre
I principali benefici derivanti dall'introduzione della TDT sono:
- un maggior numero di canali disponibili, grazie a tecniche di compressione dati che permettono di occupare solo 1/5 circa della larghezza di banda utilizzata per la trasmissione di un canale analogico;
- una migliore qualità immagine/audio, grazie a tecniche di codifica di canale che lo rendono meno soggetto alle interferenze rispetto al segnale analogico, al prezzo di una quasi completa illeggibilità al di sotto di una certa soglia di potenza ricevuta;
- la possibilità di veicolare contenuti video e audio con formato (16:9) e qualità molto simili ai DVD;
- la possibilità di trasmissione di audio multiplo, per esempio in più lingue;
- la possibilità di trasmissione ad alta definizione e anche come se essa fosse un cinema tridimensionale;
- per le trasmissioni predisposte è prevista una forma di interattività pilotata dal telecomando.

#### Efficienza spettrale e flessibilità
I principali vantaggi della trasmissione digitale sono il miglioramento dell'efficienza spettrale e l'introduzione di flessibilità nell'uso della banda disponibile: grazie alla possibilità di impiegare algoritmi di compressione è possibile trasmettere quattro/cinque canali digitali al posto di uno analogico dall'equivalente qualità. Le emittenti televisive possono inoltre scegliere di utilizzare una certa quantità di banda per trasmettere pochi canali con un'elevata qualità oppure molti canali con una qualità più bassa.
Per esempio se la banda a disposizione è 24 Mb/s si possono trasmettere quattro canali da 6 Mb/s l'uno, oppure dodici canali da 2 Mb/s; ovviamente nel secondo caso la qualità risulterà minore. I canali possono essere anche trasmessi con caratteristiche differenti: sulla stessa frequenza è possibile trasmettere contemporaneamente sia canali in alta definizione sia canali ottimizzati per i piccoli schermi dei cellulari.

#### Interattività
Le persone abituate a usare servizi televideo sanno che assieme ai comuni programmi televisivi possono essere trasmessi dati aggiuntivi. L'occasione del passaggio al digitale terrestre può essere usata per l'introduzione di nuovi standard che sfruttano la possibilità di ricevere dati aggiuntivi allo scopo di offrire servizi interattivi prima inesistenti come l'EPG, che sarebbe una apposita guida TV elettronica la quale consente, nella forma più limitata, di sapere il programma attualmente in onda e quello successivo. Già in passato lo spettatore aveva la possibilità di "dialogare" con le emittenti televisive, per esempio inviando voti con delle telefonate; i nuovi standard consentono un'interazione più semplice e coinvolgente grazie al fatto che lo spettatore maneggia unicamente il suo telecomando e può osservare i risultati delle sue azioni sullo schermo del proprio televisore.
È da notare che una vera e propria interazione richiederebbe che lo spettatore potesse trasmettere dei dati verso l'emittente televisiva, trasmissione che non può, per ragioni tecniche, avvenire con la stessa tecnologia e la stessa infrastruttura usata per la diffusione dei canali televisivi. È quindi necessario un canale di ritorno, spesso utilizzando la linea telefonica, che comunque costituisce una spesa per lo spettatore.
Esempi di standard per i servizi interattivi sono MHP (Multimedia Home Platform, usato in Italia) e MHEG-5.

#### Isofrequenza
Il segnale digitale può essere trasmesso in isofrequenza, cosa impossibile da fare nelle trasmissioni televisive analogiche.
Questa tecnica consiste nell'inviare lo stesso segnale sulla medesima frequenza contemporaneamente da più siti trasmittenti sincronizzate. In tal modo diverse antenne con aree di copertura parzialmente sovrapposte trasmettono lo stesso segnale sempre sulla stessa frequenza. Rispetto alla più semplice tecnica di usare diverse frequenze per le aree di copertura parzialmente sovrapposte, l'isofrequenza ha per l'operatore il vantaggio di rendere disponibile un maggior numero di canali, se utilizzata su un territorio ampio che richiede numerose antenne. Consente anche, utilizzato su piccole aree, di installare un ripetitore che migliori il segnale in un'area di scarsa copertura senza che i ricevitori debbano risintonizzarsi su una nuova frequenza.
Lo svantaggio è che, a meno che le trasmissioni siano perfettamente sincronizzate, nelle aree di sovrapposizione dei segnali provenienti da più antenne gli utenti possono avere difficoltà di ricezione.

### Situazione reale
Il digitale terrestre alla prova dei fatti ha dimostrato che sotto una soglia minima di potenza o qualità del segnale ricevuto, questo diventa quasi illeggibile, mentre un segnale analogico in analoghe condizioni continua a essere comprensibile, seppure molto disturbato, per questo motivo il digitale terrestre risulta meno usufruibile pur aumentando i canali a disposizione in quanto le immagini possono risultare sgranate, si possono avere trasmissioni interrotte o avere un blackout completo.

## Passaggio da televisione analogica terrestre a televisione digitale terrestre
La televisione analogica terrestre è sempre stata la forma di televisione più diffusa al mondo, ricevibile attraverso le normali antenne terrestri.
Nella televisione satellitare la transizione da televisione analogica satellitare a televisione digitale satellitare è ormai quasi del tutto completata, questo perché la televisione satellitare è diffusa da pochi anni, solo dopo la televisione terrestre e la televisione via cavo. Inoltre la televisione satellitare è sempre stata molto legata alla pay-tv; infatti essa permette di diffondere un numero di canali decisamente maggiore rispetto alla televisione terrestre e alla televisione via cavo, per questo è sempre stata scelta dalle televisioni a pagamento. Inoltre, le televisioni a pagamento satellitari sono quasi sempre state fornite attraverso un ricevitore proprietario, spesso in comodato d'uso; di conseguenza, in caso di passaggio della televisione a pagamento da televisione analogica satellitare a televisione digitale satellitare, il ricevitore viene sostituito dalla società che fornisce la pay-tv stessa, senza costi aggiuntivi per l'utente.
La televisione via cavo ha seguito una simile evoluzione, in quanto, anche se si è diffusa molti anni prima della televisione satellitare, anch'essa è sempre stata legata alla formula della televisione a pagamento.
Il discorso è invece completamente diverso per la televisione analogica terrestre. Prima tipologia di televisione a diffondersi nel mondo, è sempre stata quella più diffusa, legata soprattutto alla televisione gratuita, in particolare alla televisione pubblica. Nei Paesi dove la televisione pubblica ha un ruolo rilevante, il passaggio dall'analogico al digitale impone agli utenti di dotarsi di un nuovo apparecchio per potere continuare a fruire del servizio pubblico. Per questo la transizione da televisione analogica terrestre a televisione digitale terrestre sarà inevitabilmente lenta, legata al normale ciclo di sostituzione degli apparecchi televisivi o comunque di acquisto dei decoder, anche se spesso vengono programmate dai governi degli Stati delle scadenze per tali transizioni.

## Legislazione

### Italia
In conformità con recenti normative europee, gli stati dell'Unione stanno convertendo o convertiranno le proprie infrastrutture per la diffusione dei canali televisivi, passando da sistemi analogici a sistemi digitali, secondo tempistiche decise autonomamente dalle autorità dei vari Paesi.
L'attivazione della televisione digitale terrestre in Italia deriva dal processo di attuazione delle raccomandazioni comunitarie in merito al passaggio dalla tradizionale televisione analogica terrestre alla televisione digitale terrestre.
Nel 2004 venne emanata la legge Gasparri, legge di riordino del sistema televisivo italiano. Per l'Italia il termine ultimo previsto per la conversione da televisione analogica terrestre a televisione digitale terrestre (il cosiddetto switch-off), e quindi il termine ultimo per aggiornare gli impianti, era il 31 dicembre 2006, ma il Consiglio dei ministri nel dicembre 2005 ha rinviato la cessazione del servizio analogico alla fine del 2008. Il 15 luglio 2006, durante la seconda Conferenza Nazionale sul Digitale Terrestre svoltasi a Napoli, RAI, Mediaset e le altre reti, hanno presentato Tivù, la piattaforma unica per il digitale terrestre, è il progetto con cui le tre aziende si impegnavano a promuovere il digitale terrestre in Italia e a fornirne i contenuti gratuitamente anche su piattaforma digitale satellitare. L'allora ministro delle comunicazioni Paolo Gentiloni (Governo Prodi II) aveva anche indicato, come data realistica per la chiusura della TV analogica, il secondo semestre 2012, data ultima imposta dall'Unione europea per il passaggio definitivo al digitale. A luglio 2012 è stato infatti completato il passaggio al digitale terrestre su tutto il territorio italiano.

## Criticità

### Problemi legati alla transizione

#### Nuovi apparecchi

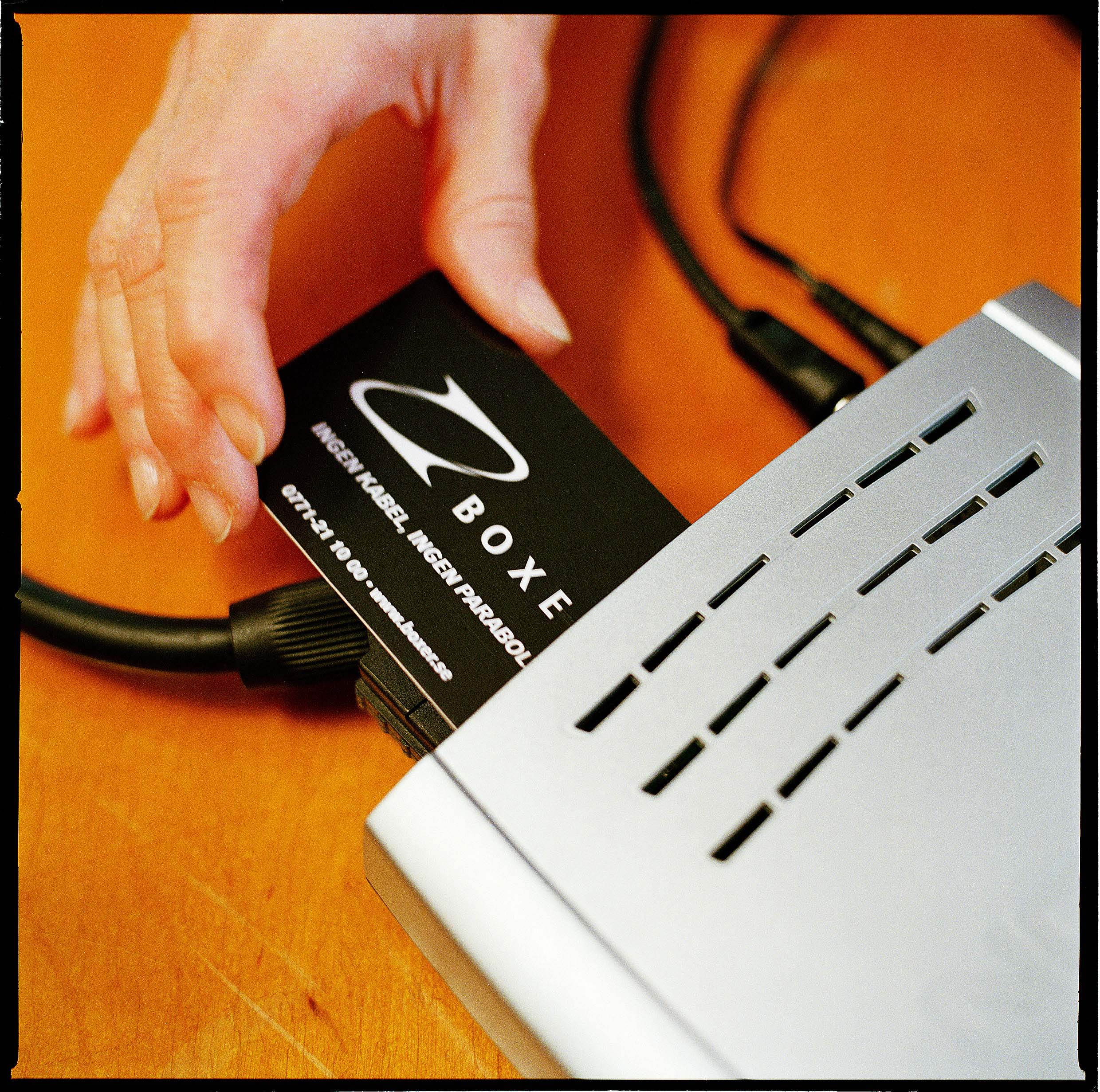
Decoder per la televisione digitale terrestre con supporto per smart card

Per il normale spettatore lo svantaggio principale del digitale terrestre è dato dalla necessità di acquistare dei nuovi apparecchi atti alla sua ricezione. È possibile sostituire i propri televisori con nuovi modelli in grado di ricevere autonomamente le trasmissioni digitali oppure affiancare ai televisori già posseduti dei ricevitori esterni (decoder). Oltre che un costo in termini economici questo costituisce una difficoltà pratica per le persone che, come molti anziani, non hanno dimestichezza con la tecnologia: l'uso di un nuovo televisore richiede un cambiamento di abitudini consolidate e l'uso di un decoder implica anche un telecomando in più.
Anche se i televisori più recenti integrano il sintonizzatore digitale terrestre, spesso si tratta di modelli base: non consentono di usufruire dei servizi a pagamento o lo consentono solo in seguito all'acquisto di un componente aggiuntivo (modulo CAM); tipicamente, inoltre, non supportano l'interattività. Ciò significa che per sfruttare tutte le funzionalità del digitale terrestre può essere necessario affiancare un decoder anche ai televisori recenti.
Oltre ai televisori, in generale qualunque apparecchio per la ricezione di canali televisivi, per esempio videoregistratori e schede TV per computer, deve disporre di un decoder esterno o essere sostituito. Televisione e videoregistratore possono condividere un unico decoder, ma questo fa sì che non sia più possibile registrare un programma mentre se ne guarda un altro sul televisore. Questo problema è risolvibile utilizzando un secondo decoder dedicato al videoregistratore. In questo caso, i decoder vanno collegati in serie (il segnale dell'antenna non decodificato in uscita dal primo decoder - il "rilancio" - deve essere collegato come segnale in ingresso del secondo decoder). Tuttavia sono in ampia diffusione decoder PVR (Personal Video Recorder) zapper, che consentono la registrazione diretta del programma televisivo su un supporto USB, come una chiavetta USB o un hard disk esterno. In questo modo, oltre a una migliore qualità audio e video non ottenibile con le VHS, è possibile anche rielaborare la registrazione con un software di video editing, senza dimenticare che la registrazione può essere fatta anche in 16:9.

#### Adeguamento degli impianti di antenna

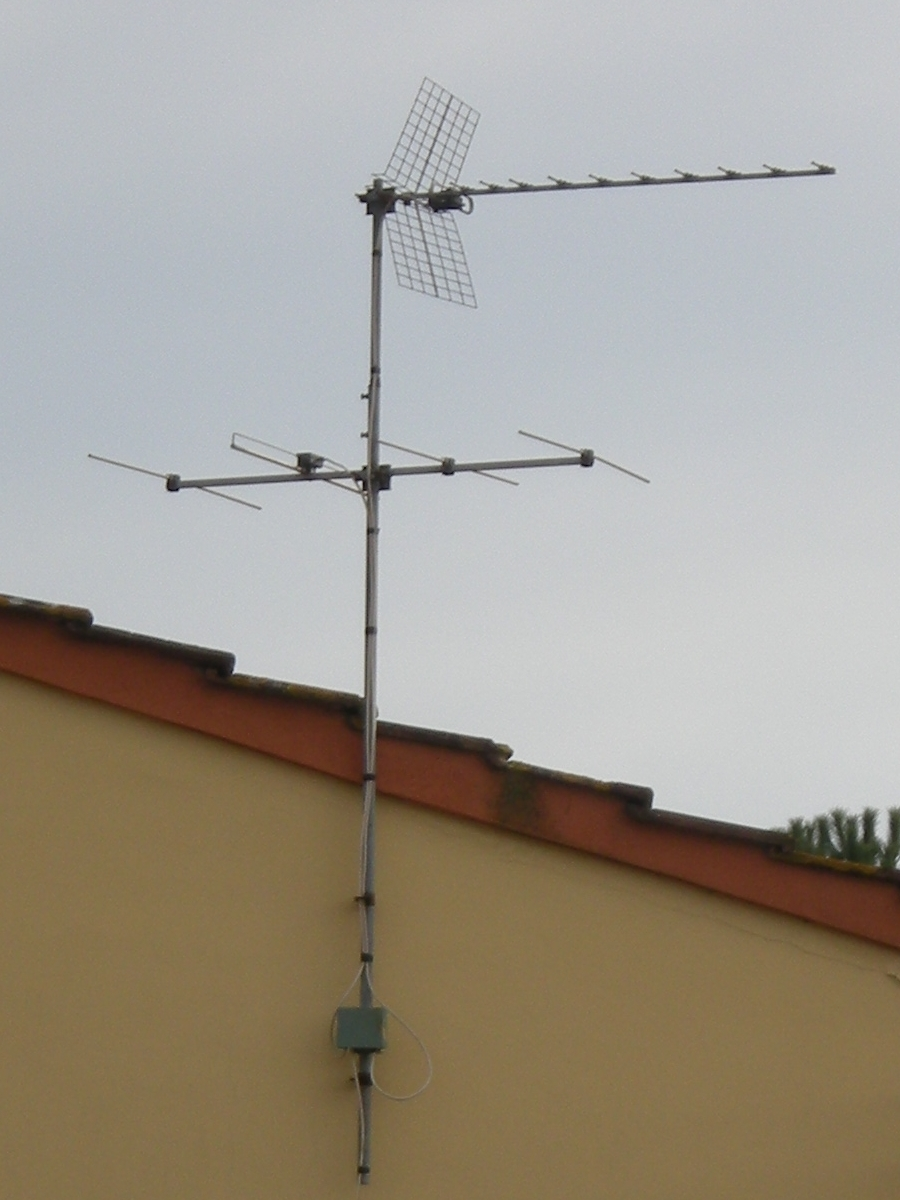
Comuni antenne di tipo Yagi-Uda per la ricezione dei segnali televisivi

L'impianto d'antenna richiesto dal digitale terrestre è lo stesso già usato per le trasmissioni analogiche e quindi già presente in tutte le abitazioni; alcuni impianti, particolarmente i più vecchi, possono però richiedere una revisione: l'Agcom ritiene infatti che per i sistemi centralizzati sia da prevedere la necessità di un intervento tecnico di adeguamento almeno nel 20/30% dei casi. I costi legati anche all'adeguamento degli impianti d'antenna sono quindi rilevanti, soprattutto per quanto riguarda gli impianti che in analogico "pescavano" segnali da molti trasmettitori, come quelli a filtri di canale per grandi condomini.
Inoltre, se ci si trova a una modesta distanza dal trasmettitore, non è possibile ricevere la televisione digitale terrestre con antenne da interni che ricevono poco segnale come quelle "telescopiche" a forma di "V" date in omaggio con i televisori analogici o che venivano acquistate per pochi euro. Per ovviare, almeno in parte, al problema della mancanza di un impianto televisivo o all'inadeguatezza dello stesso, è possibile acquistare un'antenna da interni amplificata (solitamente con un dipolo centrale a forma di "8" per la banda UHF e due antenne "telescopiche" orientabili per la banda VHF), che se puntate verso un ripetitore televisivo con una copertura a larga banda (ovvero con la maggior parte dei canali visibili senza necessariamente puntare due o più postazioni) possono rivelarsi funzionali. Tuttavia l'antenna da interni deve essere collocata in modo da essere, almeno lontanamente, all'altezza dei trasmettitori, specie se ci sono ostacoli che ne possono diminuire la ricezione. In più, le antenne telescopiche usate per la ricezione VHF III Banda continuano a rivelarsi poco funzionali.

#### Maggiori consumi di energia elettrica
L'utilizzo di decoder esterni porta a un aumento dei consumi di energia elettrica. Se un sintonizzatore televisivo è integrato all'interno di un televisore, lo spegnimento del televisore implica anche lo spegnimento completo del sintonizzatore. Ciò invece non accade se il sintonizzatore è esterno, ovvero se si utilizza un decoder.
Non solo può essere facile dimenticare acceso il decoder, bisogna anche considerare che esso non si spegne completamente a meno di non staccare fisicamente la spina. Questo comportamento è dettato da ragioni di comodità: rimanendo così il decoder in uno stato di stand-by può mantenere attivi alcuni componenti e permettere la riaccensione tramite telecomando; inoltre, in stand-by un decoder può aggiornare il proprio firmware, o semplicemente la lista canali.
Se è vero che i consumi possono diminuire quando un decoder è in stand-by, è altrettanto vero che non si azzerano: mentre gli apparecchi più virtuosi esibiscono consumi inferiori al watt, quelli più economici possono consumare anche 5 o più watt. Per un ipotetico nucleo familiare dotato di due decoder, questo si traduce in un consumo di 87,6 kWh/anno (circa 20 €/anno secondo le tariffe tipiche); tenendo poi presente l'elevato numero di persone che si sono dotate o si doteranno di decoder si ottiene che il quantitativo di corrente elettrica per la sola Italia è dell'ordine del megawatt.
Questo problema andrà a sparire man mano che l'obsolescenza tecnologica spingerà gli utenti a sostituire i vecchi televisori con nuovi, dotati di decoder digitale integrato che quindi renderanno inutile la presenza del decoder esterno e che, non utilizzando la tecnologia analogica, avranno consumi ridotti.

#### Modem obsoleti
Fra i decoder attuali quelli che supportano l'interattività si avvalgono di connessioni dial-up ("56k") per la creazione del canale di ritorno. Tali connessioni sono comunemente considerate obsolete e usate per l'accesso a Internet solo in assenza di alternative o in casi particolari: sono lente (meno di 5 KB/s in trasmissione), occupano la linea telefonica ed espongono al rischio di truffe "da 899". In principio anche tecnologie differenti dal "56k" potrebbero essere impiegate, per esempio sfruttando connessioni ADSL tramite il collegamento via Ethernet a un router.

#### Scarsa copertura del territorio
Essendo l'infrastruttura per il digitale terrestre in fase di realizzazione, la copertura del territorio può non essere completa e affidabile. In Italia per esempio essa è tutt'altro che completa e molte zone sono soggette a temporanee perdite di segnale o ricezione corrotta, soprattutto in caso di pioggia. Queste problematiche di ricezione sono in teoria destinate a sparire con il tempo.

#### Costi per le emittenti
Bisogna inoltre considerare che i costi non sono destinati a essere sostenuti esclusivamente dai telespettatori, ma anche dalle emittenti televisive: la RAI nel 2008 ha chiesto un importante aumento del canone giustificato anche dai costi del passaggio alla tecnologia digitale.
I costi sono relativi alla sostituzione degli impianti di trasmissione e ripetizione del segnale, che diversamente dalle antenne riceventi il segnale analogico non utilizzabili anche per quello digitale, il costo di aggiudicazione d'asta le licenze d'uso delle frequenze all'asta, ovvero l'"affitto" da corrispondere ai vincitori d'asta per l'utilizzo delle frequenze loro assegnate.
Le frequenze per ogni regione sono aggiudicate all'asta dal Co.re.com, istituito presso il Ministero dello Sviluppo Economico. I criteri di aggiudicazione tengono conto della copertura del territorio, del patrimonio netto, longevità e numero di dipendenti dell'emittente, e un bonus per le piccole emittenti locali che si consorziano per condividere lo stesso mux di frequenze in regioni differenti. La norma vigente non considera un criterio di pluralismo dell'informazione, specialmente a tutela delle piccole emittenti locali, come il conferimento di un bonus alle emittenti che non sono già aggiudicatarie di altre frequenze nel medesimo territorio; né considera un criterio conservativo, per il quale, in modo indipendente dal prezzo d'asta, le emittenti che già esistevano al momento dello switching non potrebbero essere penalizzate da un cambio di tecnologia imposto per legge, e non dal mercato. Chi si aggiudica le frequenze non è tenuto al loro effettivo utilizzo, ovvero può non trasmettere nuovi canali o subaffittarle a canone libero a altri soggetti che non hanno vinto l'asta.

## Calendario mondiale del passaggio alla TV digitale terrestre

### Transizione completata
Di seguito la lista in ordine cronologico dei singoli Stati che hanno completato il passaggio alla televisione digitale terrestre:
- Paesi Bassi: Switch-off completato l'11 dicembre 2006
- Finlandia: Switch-off completato il 1º settembre 2007
- Andorra: Switch-off completato il 25 settembre 2007
- Svezia: Switch-off completato il 29 ottobre 2007
- Svizzera: Switch-off completato il 26 novembre 2007
- Germania: Switch-off completato il 25 novembre 2008
- Isola di Man: Switch-off completato il 16 luglio 2009
- Danimarca: Switch-off completato il 1º novembre 2009
- Norvegia: Switch-off completato il 1º dicembre 2009
- Belgio: Switch-off completato il 1º marzo 2010
- Spagna: Switch-off completato il 3 aprile 2010
- Lettonia: Switch-off completato il 1º giugno 2010
- Estonia: Switch-off completato il 1º luglio 2010
- Croazia: Switch-off completato il 5 ottobre 2010
- Slovenia: Switch-off completato il 1º dicembre 2010
- Lussemburgo: Switch-off completato il 31 dicembre 2010
- Israele: Switch-off completato il 31 marzo 2011
- Monaco: Switch-off completato il 24 maggio 2011
- Austria: Switch-off completato il 7 giugno 2011
- Cipro: Switch-off completato il 1º luglio 2011
- Malta: Switch-off completato il 31 ottobre 2011
- Francia: Switch-off completato il 29 novembre 2011
- Giappone: Switch-off completato il 31 marzo 2012
- Portogallo: Switch-off completato il 26 aprile 2012
- Kenya: Switch-off completato il 1º luglio 2012
- Italia: Switch-off completato il 4 luglio 2012
- Rep. Ceca: Switch-off completato il 9 luglio 2012
- Irlanda: Switch-off completato il 24 ottobre 2012
- Regno Unito: Switch-off completato il 24 ottobre 2012
- Lituania: Switch-off completato il 29 ottobre 2012
- Bulgaria: Switch-off completato il 10 dicembre 2012
- Corea del Sud: Switch-off completato il 26 dicembre 2012
- Azerbaigian: Switch-off completato il 31 dicembre 2012
- Bolivia: Switch-off completato il 31 dicembre 2012
- Grecia: Switch-off completato il 31 dicembre 2012
- Hong Kong: Switch-off completato il 31 dicembre 2012
- Slovacchia: Switch-off completato il 31 dicembre 2012
- Polonia: Switch-off completato il 31 luglio 2013
- Ungheria: Switch-off completato il 31 ottobre 2013
- Nuova Zelanda: Switch-off completato il 1º novembre 2013
- Sudafrica: Switch-off completato il 1º dicembre 2013
- Australia: Switch-off completato il 10 dicembre 2013
- Qatar: Switch-off completato il 13 febbraio 2015
- Ucraina: Switch-off completato il 17 luglio 2015
- Tunisia: Switch-off completato il 17 settembre 2015
- Stati Uniti: Switch-off completato il 1º ottobre 2015
- Uruguay: Switch-off completato il 21 novembre 2015
- Filippine: Switch-off completato il 31 dicembre 2015
- Cambogia: Switch-off completato il 31 dicembre 2015
- Macedonia del Nord: Switch-off completato il 31 dicembre 2015
- Russia: Switch-off completato il 31 dicembre 2015
- Egitto: Switch-off completato il 31 dicembre 2015
- Messico: Switch-off completato il 31 dicembre 2015
- Brasile: Switch-off completato il 29 giugno 2016
- Algeria: Switch-off completato il 4 luglio 2016
- Colombia: Switch-off completato il 1º gennaio 2017
- Sri Lanka: Switch-off completato il 1º gennaio 2017
- Cile: Switch-off completato il 31 dicembre 2017
- Marocco: Switch-off completato il 31 dicembre 2017
- Costa Rica: Switch-off completato il 1º dicembre 2018
- El Salvador: Switch-off completato il 1º gennaio 2019
- Argentina: Switch-off completato il 1º settembre 2019
- Perù: Switch-off completato il 28 luglio 2020
- Algeria: Switch-off completato il 31 dicembre 2020

### Transizione in corso
Transizione completata
     Transizione completata, escluse alcune piccole comunità (microbroadcasting)
     Transizione in corso
     Transizione non iniziata
     Transizione non pianificata
     Solo TV analogica

L'immagine rappresenta la situazione attuale in termini di transizione dalla televisione analogica terrestre a quella digitale.
Transizione completata
Transizione completata, escluse alcune piccole comunità (microbroadcasting)
Transizione in corso
Transizione non iniziata
Transizione non pianificata
Solo TV analogica

L'Italia ha cominciato a trasmettere con il digitale terrestre nel 2003 in Sardegna e in seguito in Valle d'Aosta. Dal 27 ottobre 2008 in Sardegna è stata completata la transizione al digitale con spegnimento del segnale analogico. Dal 16 giugno 2009 è incominciata la transizione per il Piemonte e per Roma, con l'eliminazione di Rai Due e Rete 4 dal sistema analogico. Nel settembre 2009 la Valle d'Aosta diventa full-digital. Dal 16 novembre 2009 anche a Roma è stata completata la fase dello switch-off.
Nella notte tra il 14 e il 15 ottobre 2009 è incominciata la fase dello switch-off in Campania, il 1º dicembre anche a Napoli è stata spenta la TV analogica e nelle province di Napoli, Salerno e Caserta sono stati spenti gli impianti analogici di Rai Due e Rete 4. Nella prima settimana di dicembre è stato attuato lo spegnimento totale di tutti i canali analogici in tutte le cinque province. Nell'autunno del 2009 sono passate integralmente alle trasmissioni in tecnica digitale le regioni del Lazio, della Campania, del Trentino-Alto Adige e del Piemonte occidentale (province di Torino e Cuneo). Il 18 maggio 2010 è incominciata la fase di switch-off per le regioni della Lombardia (esclusa la provincia di Mantova), del Piemonte orientale (nelle province di Alessandria, Novara, Asti, Vercelli, Biella, Verbania) e nelle province di Parma e Piacenza. A fine del 2010 hanno attuato la completa transizione alla TV digitale le regioni del Veneto, dell'Emilia-Romagna, del Friuli Venezia Giulia, della Lombardia e del Piemonte orientale. Tutto il processo di transizione che ha portato alla conversione totale dal sistema analogico a quello digitale si è completato entro il 2012: a novembre 2011 sono passate al digitale terrestre anche Liguria, Toscana e Umbria; le Marche a dicembre 2011.
Tra il 7 maggio e il 21 maggio 2012 è stata la volta dell'Abruzzo e del Molise, più la provincia di Foggia; tra il 24 maggio e il 7 giugno la Basilicata e il resto della Puglia, più le province di Cosenza e Crotone; tra l'11 giugno e il 29 giugno la Sicilia e il resto della Calabria.
Lo switch-off è stato completato il 4 luglio 2012.
A partire dal 28 agosto 2024, i canali Rai Storia, Rai Radio 2 Visual e Rai Scuola sono visibili solo tramite il nuovo standard del digitale terrestre, il DVB-T2 con codifica HEVC, che offre una migliore qualità di immagini e suoni. Questo aggiornamento segue il passaggio del 21 dicembre 2022 da MPEG-2 a MPEG-4 AVC. Rai 1 HD, Rai 2 HD, Rai 3 HD, Rai 4 HD, RaiNews24 HD e Rai Premium HD sono trasmessi in simulcast sia su DVB-T che su DVB-T2. Altre aziende televisive non hanno ancora adottato il nuovo sistema.

## Standard

### Standard trasmissivi
I principali standard usati per la trasmissione della televisione digitale terrestre sono:
- DVB-T (in blu nella mappa): è lo standard più diffuso e quello adottato dall'Unione europea;
- ATSC (in arancione nella mappa): è utilizzato nell'America settentrionale (Canada, Messico e Stati Uniti) e in Corea del Sud;
- ISDB-T (in verde nella mappa): è utilizzato in Giappone, Argentina, Brasile e in alcuni paesi dell'America meridionale;
- DTMB (in viola nella mappa): è utilizzato in Cina e Hong Kong.

### Standard interattivi
Gli standard interattivi si aggiungono a quelli trasmissivi per fornire servizi aggiuntivi, i più noti sono:
- MHP: è basato sul linguaggio di programmazione Java ed esiste in due versioni, DVB-HTML (poco fortunato perché molto complesso) e DVB-J; sviluppato inizialmente soprattutto in Italia e in Corea è oggi impiegato anche in numerosi altri paesi;
- MHEG-5;
- BML;
- Ginga ;
- HbbTV: standard evoluto che si sta diffondendo rapidamente anche in Italia.

L'implementazione di questi standard nei sintonizzatori è opzionale: i modelli più economici, proprio per ragioni di costi, spesso non li supportano, permettendo quindi di ricevere correttamente le trasmissioni televisive ma non consentendo l'uso di servizi interattivi. È da notare che questi standard devono essere in primo luogo adottati dalle emittenti, altrimenti gli utenti non possono in ogni caso trarne beneficio.

### Codifiche video
Nella maggior parte dei paesi la codifica video è effettuata secondo lo standard MPEG-2, ma il più efficiente standard H.264 (conosciuto anche come MPEG-4 AVC) ha cominciato a essere popolare ove il lancio della televisione digitale è stato più recente. Alcuni paesi adottano entrambi gli standard: in Gran Bretagna, per esempio, MPEG-2 è usato per le trasmissioni gratuite mentre H.264 è impiegato per trasmissioni a pagamento e in alta definizione.

## Liberazione di banda
Il passaggio al digitale terrestre ha consentito, grazie alla compressione dati operata dalla codifica di sorgente della trasmissione digitale, la liberazione di banda radio in parte dedicata all'utilizzo di nuovi canali radiotelevisivi (rapporto di 1 a 5 in termini di moltiplicazione di canali) e in parte (canali da 61 a 69 corrispondenti alle frequenze di circa 800 MHz) destinata a favore della tecnologia radiomobile cellulare LTE cioè i sistemi pre-4G e di quarta generazione i cui bandi d'asta di assegnazione ai vari operatori in Italia sono partiti nel 2011.
Il DVB-T/T2 si estende dalla frequenza di 470 a 790 Megahertz. La tecnologia LTE trasmette dai 791 agli 862 Megahertz. La direttiva europea prevede che le frequenze adiacenti al digitale siano quelle di LTE per il downlink e una banda di transizione (detta anche banda di guardia) fra le due di solamente 1 MHz (frequenze da 790 a 791).
In commercio esistono antenne TV da esterni con filtro bloccante del GSM, più difficilmente reperibile nel mercato europeo anche come componente di antennistica separato, alimentato dal cavo coassiale.

## Nel mondo
Molti Stati del mondo hanno regolamentato a livello nazionale la transizione dalle trasmissioni analogiche a quelle digitali, la tabella seguente riassume le varie tempistiche (per semplicità sono indicati solo gli anni).
Legenda:
- lancio ufficiale: quando viene ufficialmente lanciato il digitale terrestre (non l'anno di inizio delle trasmissioni di prova);
- inizio transizione: quando le trasmissioni analogiche incominciano a essere cessate;
- fine transizione: quando le trasmissioni analogiche vengono cessate completamente.

In aggiunta sono indicati anche gli standard correntemente adottati:
- sistema: standard usato per le trasmissioni (DVB-T, DMB-T/H, ATSC, ISDB-T);
- interattività: standard usato per fornire servizi interattivi (MHP, MHEG-5, BML, Ginga);
- compressione: standard per la compressione video (MPEG-2, H.264/MPEG-4 AVC, entrambi).

| Paese              | Lancio ufficiale     | Inizio transizione      | Fine transizione | Sistema       | Interattività             | Compressione                  |
| ------------------ | -------------------- | ----------------------- | ---------------- | ------------- | ------------------------- | ----------------------------- |
| Albania            | 2004                 |                         | 2012             | DVB-T         |                           | MPEG-2 e MPEG-4               |
| Andorra            |                      |                         | 2007             | DVB-T         | MHP                       | MPEG-2                        |
| Arabia Saudita     | 2006                 | 2015                    |                  | DVB-T/DVB-T2  |                           | MPEG-4                        |
| Argentina          | 2010                 |                         | 2019             | ISDB-Tb       | Ginga                     | MPEG-4                        |
| Australia          | 2001                 | 2010                    | 2013             | DVB-T         | MHP                       | MPEG-2 e MPEG-4               |
| Austria            | 2006                 | 2007                    | 2007             | DVB-T         | MHP                       |                               |
| Belgio             | 2002                 | 2008                    | 2011             | DVB-T         | Nessuna                   | MPEG-2                        |
| Birmania           | 2013                 | 2016                    | 2020             | DVB-T         |                           |                               |
| Brasile            | 2007                 |                         | 2016             | ISDB-T        | Ginga                     | MPEG-4                        |
| Bulgaria           | 2004                 | 2009                    | 2012             | DVB-T         | MHP                       | MPEG-4                        |
| Cambogia           | 2013                 | 2015                    | 2020             | DVB-T2        | MHP                       | MPEG-4                        |
| Canada             |                      |                         | 2011             | ATSC          |                           | MPEG-2 e MPEG-4               |
| Rep. Ceca          | 2005                 | 2005                    | 2012             | DVB-T         | MHP                       | MPEG-2                        |
| Cina               | 2007                 |                         |                  | DMB-T/H       |                           | MPEG-2                        |
| Colombia           | 2008                 |                         | 2019             | DVB-T         | MHP                       | MPEG-4                        |
| Corea del Sud      | 2001                 |                         | 2012             | ATSC          |                           | MPEG-2 e MPEG-4               |
| Croazia            | 2002                 | 2008                    | 2010             | DVB-T2        |                           | H265 HEVC, H264               |
| Costa Rica         | 2010                 |                         | 2018             | ISDB-Tb       | Ginga                     | MPEG-4                        |
| Danimarca          | 2006                 | 2009                    |                  | DVB-T         | MHP                       | MPEG-2 e MPEG-4               |
| El Salvador        | 2009                 | 2018                    | 2019             | ATSC          |                           | MPEG-2 e MPEG-4 HD (ATSC 2.0) |
| Estonia            | 2006                 | 2008                    | 2010             | DVB-T         |                           | MPEG-4                        |
| Fær Øer            | 2002                 | 2003                    | 2004             | DVB-T         | Nessuna                   | MPEG-2                        |
| Filippine          | 2010                 | 2010                    | 2015             | DVB-T         | MHP                       | MPEG-2 e MPEG-4               |
| Finlandia          | 2000                 | 2006                    | 2007             | DVB-T         | Nessuna (MHP abbandonato) | MPEG-2                        |
| Francia            | 2005                 | 2008                    | 2011             | DVB-T         |                           | MPEG-4                        |
| Germania           | 2002                 | 2003                    | 2008             | DVB-T         |                           | MPEG-2                        |
| Giappone           | 2003                 |                         | 2011             | ISDB-T        | BML                       | MPEG-2                        |
| Grecia             | 2006                 |                         |                  | DVB-T         |                           |                               |
| Hong Kong          | 2007                 |                         | 2012             | DMB-T/H       | MHEG-5                    | MPEG-2 e MPEG-4               |
| Indonesia          | 2009                 | 2012                    | 2017             | DVB-T         |                           | MPEG-2                        |
| Iran               | 2009                 |                         | 2015             | DVB-T         |                           | MPEG-4                        |
| Irlanda            | 2009                 | 2012                    | 2013             | DVB-T         | MHEG-5                    | MPEG-4                        |
| Israele            | 2009                 | 2011                    |                  | DVB-T         |                           | MPEG-4                        |
| Italia             | 2003                 | 2008                    | 2012             | DVB-T, DVB-T2 | MHP, HbbTV                | MPEG-2, MPEG-4, HEVC          |
| Lituania           | 2006                 |                         |                  | DVB-T         |                           | MPEG-4                        |
| Lussemburgo        | 2006                 | 2006                    | 2006             | DVB-T         | Nessuna                   | MPEG-2                        |
| Macedonia del Nord | 2004                 | 2010                    | 2013             | DVB-T         | MHP                       | MPEG-4                        |
| Malaysia           | 2006                 |                         | 2015             | DVB-T         | MHEG-5                    | MPEG-4                        |
| Marocco            | 2007                 |                         |                  | DVB-T         |                           |                               |
| Messico            | 2004                 |                         | 2022             | ATSC          |                           | MPEG-2 e MPEG-4               |
| Mongolia           | 2014                 | Funzionamento parallelo | Sconosciuta      | DVB-T2        |                           |                               |
| Norvegia           | 2007                 | 2008                    | 2009             | DVB-T         |                           | MPEG-4                        |
| Nuova Zelanda      | 2008                 | 2012                    | 2013             | DVB-T         | MHEG-5                    | MPEG-4                        |
| Paesi Bassi        | 2003                 | 2003 - 2011             | 2006             | DVB-T         |                           | MPEG-2                        |
| Perù               | 2010                 |                         | 2023             | ISDB-Tb       | Ginga                     | MPEG-4                        |
| Polonia            | 2009                 | 2012                    | 2013             | DVB-T         | Nessuna                   | MPEG-4                        |
| Portogallo         | 2009                 | 2011                    | 2012             | DVB-T         |                           | MPEG-4                        |
| Qatar              | 2013                 |                         | 2015             | DVB-T2        |                           | MPEG-4                        |
| Regno Unito        | 1998                 | 2006                    | 2012             | DVB-T         | MHEG-5                    | MPEG-2 e MPEG-4               |
| Romania            | 2005                 |                         | 2012             | DVB-T         |                           | MPEG-4                        |
| Russia             | 2009                 | 2018                    | 2019             | DVB-T2        |                           | MPEG-4                        |
| Slovacchia         | 1999–2004, 2005–2009 | 2010                    | 2012             | DVB-T         | MHEG-5                    | MPEG-2 e MPEG-4               |
| Slovenia           | 2007                 | 2010                    | 2011             | DVB-T         |                           | MPEG-4                        |
| Serbia             | 2012                 |                         | 2015             | DVB-T2        |                           | MPEG-4                        |
| Spagna             | 2000                 | 2009                    | 2010             | DVB-T         | MHP                       | MPEG-2 e MPEG-4               |
| Sri Lanka          | 2014                 | 2015                    | 2017             | ISDB-T        | BML                       | MPEG-4                        |
| Stati Uniti        | 1999                 | 2006                    | 2015             | ATSC          |                           | MPEG-2 e MPEG-4               |
| Sudafrica          | 2006                 | 2008                    | 2011             | DVB-T         |                           | MPEG-4                        |
| Svezia             | 1999                 | 2005                    | 2007             | DVB-T         | MHP                       | MPEG-2 e MPEG-4               |
| Svizzera           | 2001                 | 2002                    | 2009             | DVB-T         |                           |                               |
| Taiwan             | 2006                 | 2008                    | 2010             | DVB-T         | MHP                       | MPEG-2 e MPEG-4               |
| Thailandia         | 2014                 | 2015                    | 2020             | DVB-T2        | MHEG-5                    | MPEG-4                        |
| Turchia            | 2006                 | 2007                    |                  | DVB-T         |                           |                               |
| Ucraina            | 2008                 | 2012                    | 2015             | DVB-T         | Nessuna                   | MPEG-4                        |
| Ungheria           | 2008                 | 2013                    | 2013             | DVB-T         |                           | MPEG-4                        |
| Vietnam            | 2015                 | 2020                    | 2026             | DVB-T2        | MHEG-5                    | MPEG-4                        |